# Ямайка на літніх Олімпійських іграх 1948
Ямайка вперше у своїй історії взяла участь в літніх Олімпійських іграх 1948. Країна була представлена 13 спортсменами (9 чоловіків та 4 жінки), які змагались у 14 дисциплінах 3 видів спорту і вибороли 3 олімпійських медалі.
Найломодша учасниця змагань — легкоатлетка Кармен Фіппс (20 років 304 дні), найстаріший — легкоатлет Артур Вінт (28 років 74 дні).

## Золото
- Артур Вінт — легка атлетика: 400 метрів, чоловіки.

## Срібло
- Артур Вінт — легка атлетика: 800 метрів, чоловіки.
- Герб Маккенлі — легка атлетика: 400 метрів, чоловіки.